# Juliette
Juliette (kor. 줄리엣 Jullies) – singel południowokoreańskiej grupy SHINee, wydany cyfrowo 17 maja 2009 roku w Korei Południowej. Piosenka jest instrumentalnym remakiem utworu
Corbin Bleu Deal with It. Singel promował minialbum Romeo.
W teledysku wystąpiła Krystal Jung z f(x). Wersja taneczna teledysku pojawiła się 10 czerwca 2009 r. na oficjalnym kanale YouTube wytwórni. Choreografia do teledysku Juliette została opracowana przez Rino Nakasone Razalan.

## Lista utworów
| Nr | Tytuł                               | Słowa           | Muzyka                                                     | Czas |
| -- | ----------------------------------- | --------------- | ---------------------------------------------------------- | ---- |
| 1. | "Juliette" (kor. 줄리엣 (Juliette)) | Jonghyun, Minho | Mikkel Remee Sigvardt, Jay Sean, Mich Hansen, Joe Belmaati | 3:25 |

## Japońska wersja
JULIETTE – drugi japoński singel, wydany 29 sierpnia 2011 roku. Osiągnął 3 pozycję w rankingu Oricon i pozostał na liście przez 16 tygodni, sprzedał się w nakładzie 73 147 egzemplarzy.
Singel został wydany w trzech wersjach. Limitowana edycja A zapakowana w digipacku zawiera 68-stronicowy fotobook i jeden z pięciu obrazków tematycznych. Limitowana edycja B zawiera 44-stronicowy fotobook.

### Lista utworów
| CD |                                                     |      |
| Nr | Tytuł                                               | Czas |
| 1. | "JULIETTE"                                          | 3:28 |
| 2. | "Kiss Kiss Kiss"                                    | 3:33 |
| 3. | "JULIETTE" (kor. wer. – limitowana edycja)          | 3:28 |
| 4. | "Kiss Kiss Kiss" (Instrumental – limitowana edycja) | 3:33 |

## Notowania
Singel japoński
| Lista                        | Pozycja |
| ---------------------------- | ------- |
| Oricon Daily Singles Chart   | 1       |
| Oricon Weekly Singles Chart  | 3       |
| Oricon Monthly Singles Chart | 7       |
| Oricon Yearly Singles Chart  | 107     |